# Adeline Software International
Pour les articles homonymes, voir Adeline.
Adeline Software International était une entreprise française de développement de jeux vidéo, fondée en 1992 par des anciens employés d'Infogrames : Yaël Barroz, Didier Chanfray, Frédérick Raynal et Laurent Salmeron, avec l'aide de Delphine Software. Le cœur de l’équipe de développement a été revendu en 1997 à Sega afin de former le studio No Cliché.
Le nom d'« Adeline Software » vient du nom de la seconde fille de Paul de Senneville, un homme ayant financé le studio depuis sa création. Paul de Senneville a aussi donné le nom de sa première fille Delphine au studio Delphine Software, dont il était président.

## Jeux développés
| Titre                              | Date de sortie | Plates-formes           |
| ---------------------------------- | -------------- | ----------------------- |
| Little Big Adventure               | 1994           | PC                      |
| Fade to Black (travail auxiliaire) | 1995           | PC, PlayStation         |
| Time Commando                      | 1996           | PC, PlayStation, Saturn |
| Little Big Adventure               | 1996           | PC, PlayStation         |
| Little Big Adventure 2             | 1997           | PC                      |
| Moto Racer Advance                 | 2002           | Game Boy Advance        |
| Flashback Legend                   | -              | (annulé)                |